# Квинт Муций Сцевола (понтифекс)
Вижте пояснителната страница за други личности с името Квинт Муций Сцевола.
Квинт Муций Сцевола (на латински: Quintus Mucius Scaevola; * 140 пр.н.е.; † 82 пр.н.е. в Рим) e римски политик и юрист.

## Биография
Произлиза от клон Сцевола на плебейската фамилия Муции. Син е на Публий Муций Сцевола (консул 133 пр.н.е.).
През 106 пр.н.е. Квинт е народен трибун, през 104 пр.н.е. е едил. През 95 пр.н.е. е консул с Луций Лициний Крас. Следващата година е проконсул, управител на провинция Азия. През 89 пр.н.е. Квинт става pontifex maximus.
Като консул той и колегата му издават закона Lex Licinia Mucia за преследване на незаконно присвоилите си римско гражданство. Като пръв римлянин Квинт Сцевола издава първия наръчник по право и 18 книги по цивилно право. Квинт Муций Сцевола е също учител на Цицерон.
Квинт Сцевола е женен два пъти с жени на име Лициния. С първата си съпруга Лициния Краса той има дъщеря Муция Терция, която е третата съпруга на Помпей Велики и майка на неговите три деца: Гней Помпей (младши), Помпея и Секст Помпей.
През 82 пр.н.е. Квинт Сцевола е убит от привържениците на Гай Марий Младши.